# Високий Яр (Парабельський район)
Високий Яр (рос. Высокий Яр) — село у складі Парабельського району Томської області, Росія. Входить до складу Заводського сільського поселення.

## Населення
Населення — 83 особи (2010; 103 у 2002).
Національний склад (станом на 2002 рік):
- росіяни — 78 %